# 網状流路

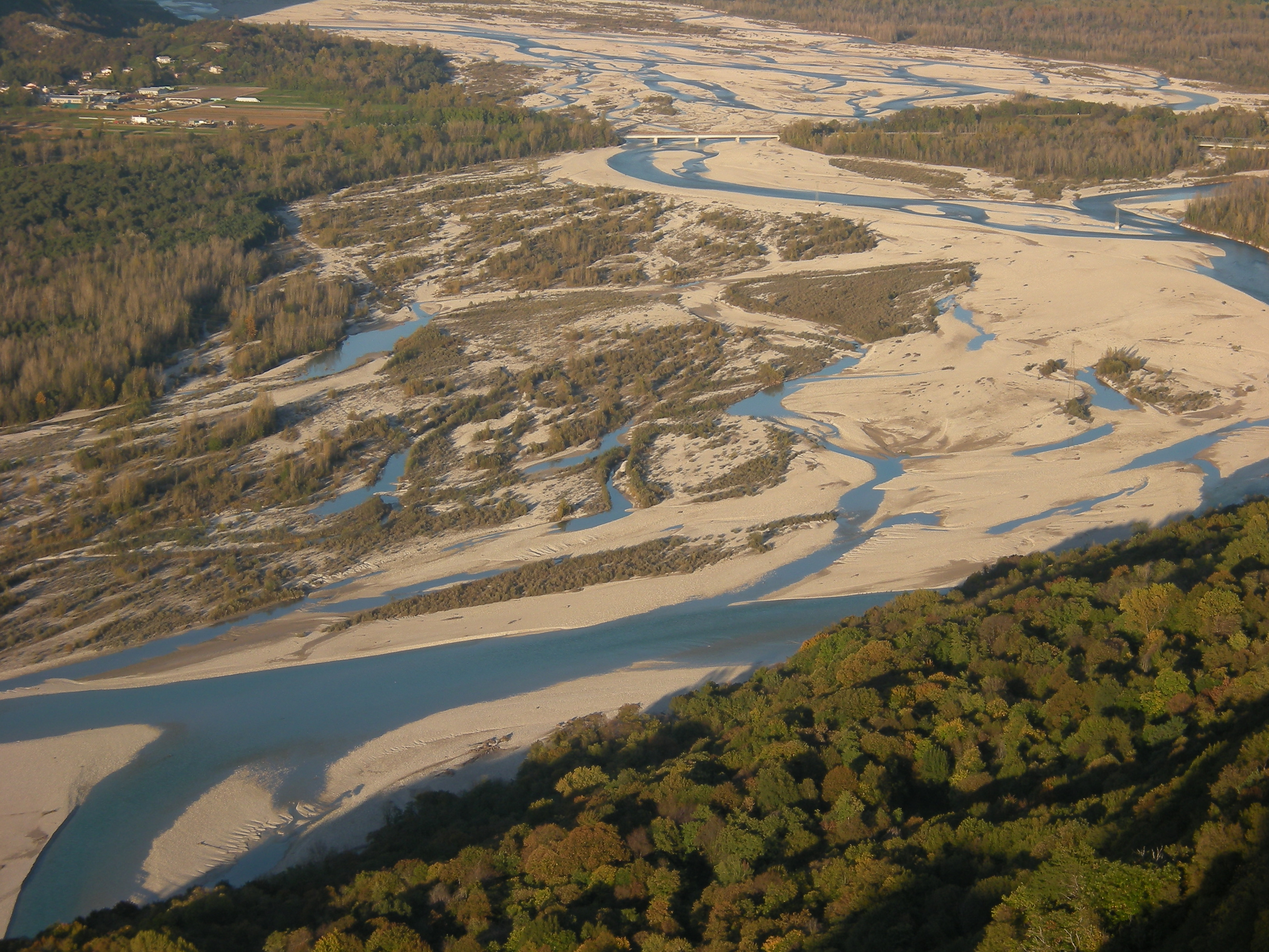
タリアメント川（イタリア北部）

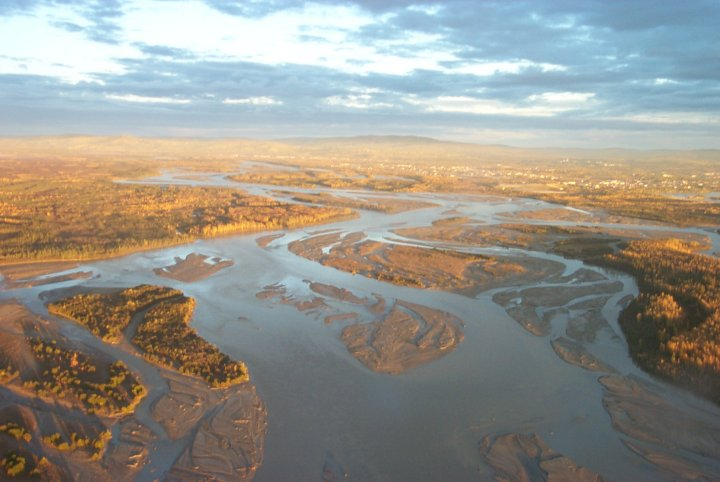
タナナ川（アラスカ）

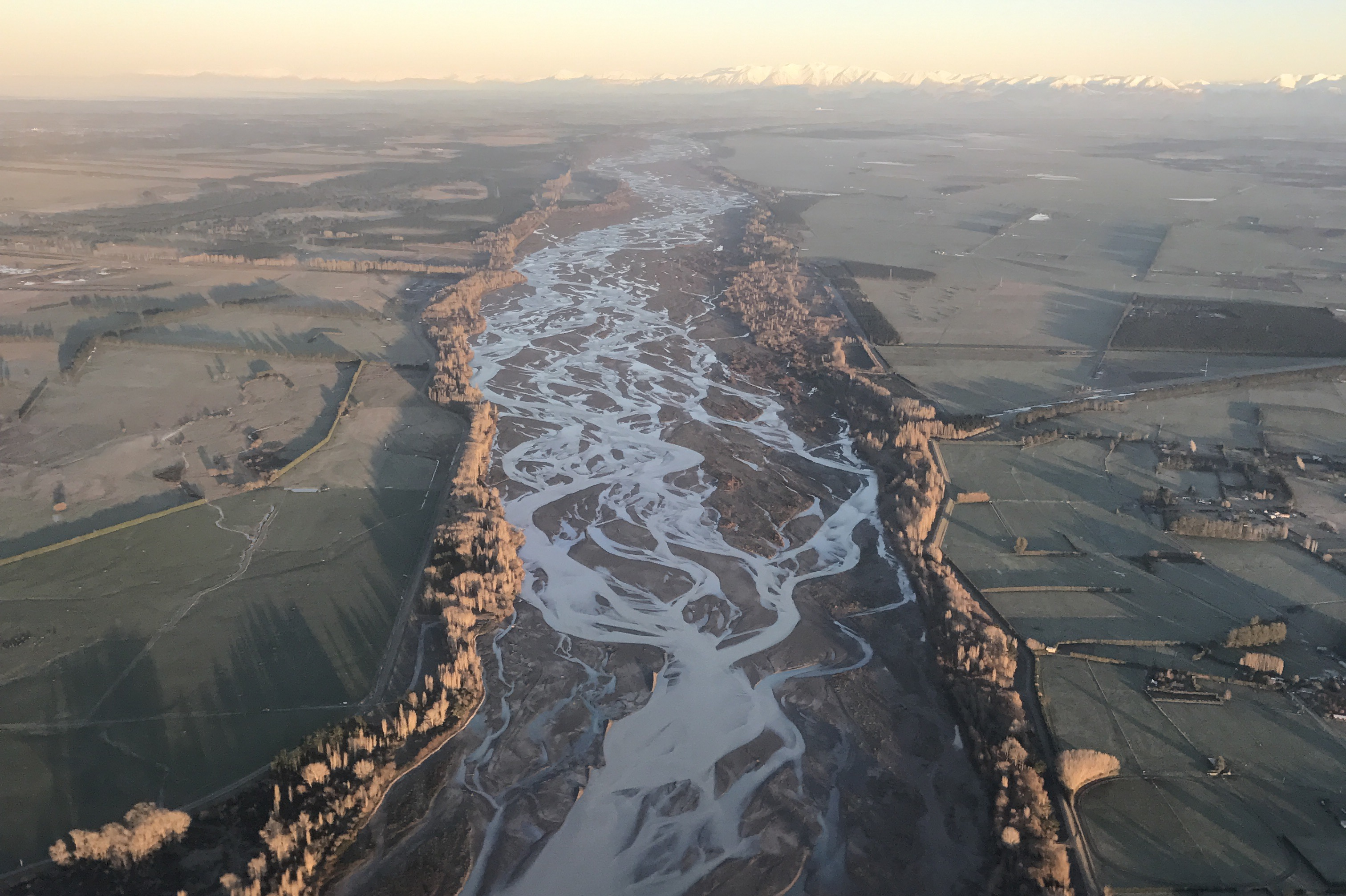
ワイマカリリ川（ニュージーランド）

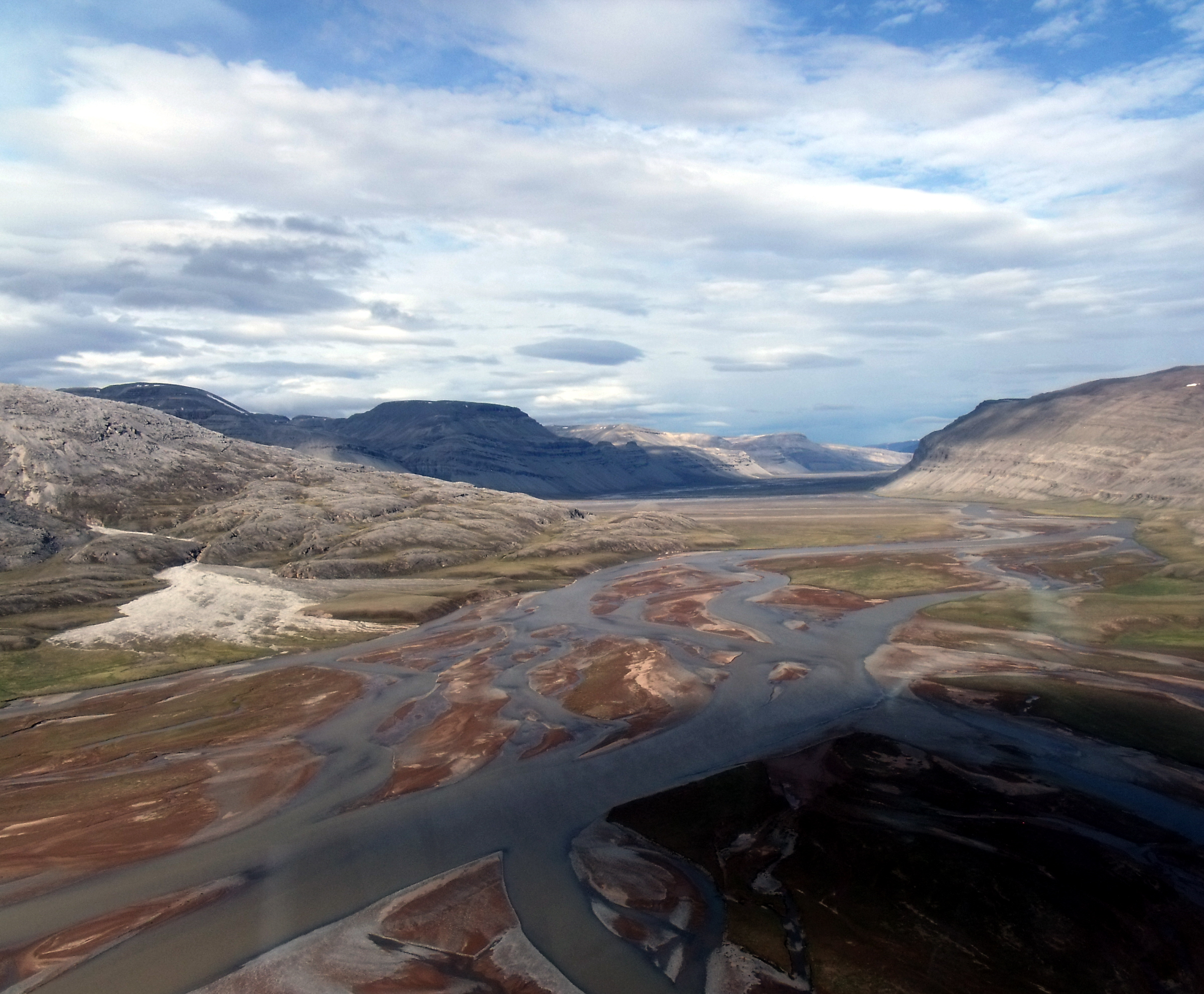
バフィン島（カナダ）・ボーデン半島の氷河から流れる川

網状流路（もうじょうりゅうろ、英語: braided stream または braided channel）とは、川筋が幾本にも分かれて、川の中に比較的不安定で小さな島を作った状態で流れ、まるで川が網の目のように流れている状態のことである。
なお、網状流路は、網状河道（もうじょうかどう）ともいう。また、英語では網状流路のことを "braided river"という。これを日本語に直訳すると「編み紐のようにより合せられた川」といった意味であり、「網の川」といった意味ではない。同様に、"braided stream" や "braided channel" も「編み紐のようにより合せられた流れ」といった意味である。なお、"braided river" の日本語訳として「網状河川（もうじょうかせん）」という語が用いられることもあるものの、本項では用語を「網状流路」に統一する。

## 概説
網状流路は、河川の流路が複数本に分かれて流れた状態になっていることである。しかし、だからと言って河川の中央に安定な島が存在していて、それが原因で流路が分け隔てられているような場合は網状流路とは呼ばず、吻合流路や吻合河道（ふんごうりゅうろ、ふんごうかどう、anastomosing channel）と呼ばれて区別される。網状流路の場合は、流路を分け隔てている川の中の島が不安定で、水流などの影響により川の中の島が比較的頻繁に移動したり、比較的頻繁に川筋が変化することで島だったものが岸とつながってしまったりもするという違いが存在する。この不安定な島を砂礫堆という。なお、これを川中島と呼ぶ例もあるが、以降これは、砂礫堆という表記に統一する。この砂礫堆は、それを構成する砂や礫が少しずつ流されるなどして、暫時下流側へと移動したりする。

## 形成のされる条件
網状流路が形成されることを、網状化 (braiding) という。網状化が起こりやすいのは、
- 河川の流量が頻繁に変化するような場所（流量が減った時、今までは運搬できていた物が堆積するような場所）。
- 河川の幅が広がって急に水深が浅くなるような場所（それに伴って河川の流速も急に落ちる場所）。
- 河岸が比較的浸食されやすい場所。
- 掃流運搬物質（流水によって流されている不溶性の粒子のうち河底付近に存在する比較的大きな粒子、つまり、砂や礫など）が多い場所。

このような条件の場所である。
これを満たしやすい場所としては、それまで山間部を流れていた河川が平野部に出るような場所に形成されることがある扇状地の上、河口近くに土砂が堆積して形成される河口州（三角州）などが挙げられる。このような場所に、網状流路は天然に形成され得る。
これらに対して、河川の水深が深く、流速が速い、すなわち、河川の運搬作用が強くなるような場所では、網状流路が形成されにくくはなるが、それでも掃流運搬物質が多くて、砂礫などが堆積するような場所では、やはりこの網状流路は形成され得る。このように、上記の条件は相互に関係していて、たとえ同じ流速と流量の河川であったとしても（運搬作用の強さが同一の河川であったとしても）、その他の条件によって、一方では網状化が起こり、もう一方では起こらないということもあり得るのである。
いずれにしても、河川が掃流物質を運び切れない、つまり、運搬作用よりも堆積作用の方が強いような場所に、この網状流路は形成され得る。

## 形成のされ方
河川が掃流物質を運び切れない、つまり、運搬作用よりも堆積作用の方が強いような場所（扇状地の上や河口州）では、河川の水深が浅くなっている。このため、河川が増水した時には容易に自然堤防を越えて、新たな流路を作ることがある。これを繰り返すことで、網状流路は形成されてゆく。

## 例
網状流路が見られる河川としては、次のような例がある。

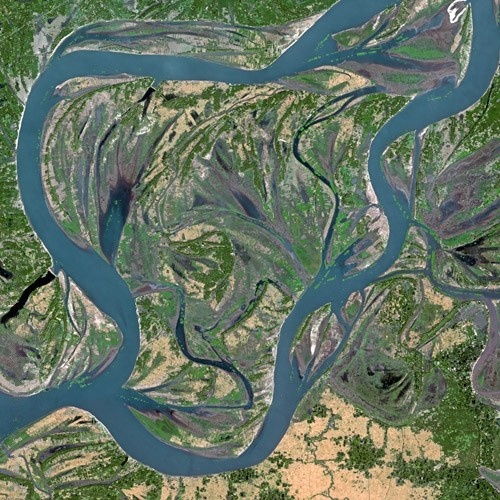
氾濫原を流れ多数の中州を作るブラマプトラ川（インド）の衛星写真

- イタリア半島の北東部を流れるタリアメント川の中流域の一部。
- ポーランドの北東部を流れるナレフ川の一部。
- 北アメリカ大陸の中央部を流れるプラット川のうち、アメリカ合衆国のネブラスカ州を流れる部分の一部。
- ユーラシア大陸のヒマラヤ山脈の南側を流れるブラマプトラ川やジャムナ川の一部。

これらのうち、ブラマプトラ川は網状流路が見られる河川の典型例の1つとされる。
なお、以上が全ての例ではなく、他にも網状流路を形成している河川が存在することを付言しておく。

## 他の河川の流れ方との関係
河川の流量が同じである場合は、河川の蛇行が起こっている時と比べて、河川が網状流路を形成している時の方が、その場所の勾配はより急であることが明らかにされている。